# Юзефінський дуб
Юзефі́нський дуб — один з найстаріших дубів в Україні. Розташований у межах Сарненського району Рівненської області, на північний захід від села Глинне, на території ботанічної пам'ятки природи — «Юзефинська Дача», посеред місцини, що зветься Радзивилівська пуща.
Свою назву місцевість отримала від роду литовських князів Радзивілів, які з 15 століття володіли цими землями у складі Великого князівства Литовського та Речі Посполитої.
За місцевими переказами, Юзефинський дуб є свідком походів на древлянські землі київського князя Ігоря 945 року та княгині Ольги та навіть має відповідне прізвисько «Дуб князя Ігоря». У 20 столітті деякі природознавці підтвердили цю легенду, визначивши за фітограмою вік Юзефинського дуба в 1350 років, завдяки чому він потрапив до переліку Природних чудес України та навіть визнаний був найстарішим дубом України. Проте подальші точні виміри засвідчили, що його обіймище становить 7,90 метри, висота до 20 метрів, вік — близько 1000 років.
У 2010 році Юзефинський дуб став призером Всеукраїнського конкурсу «Національне дерево України», посівши 2 місце в номінації «Історичне дерево України». Свідоцтво видано Рокитнівській районній раді.